# Innerdalstårnet

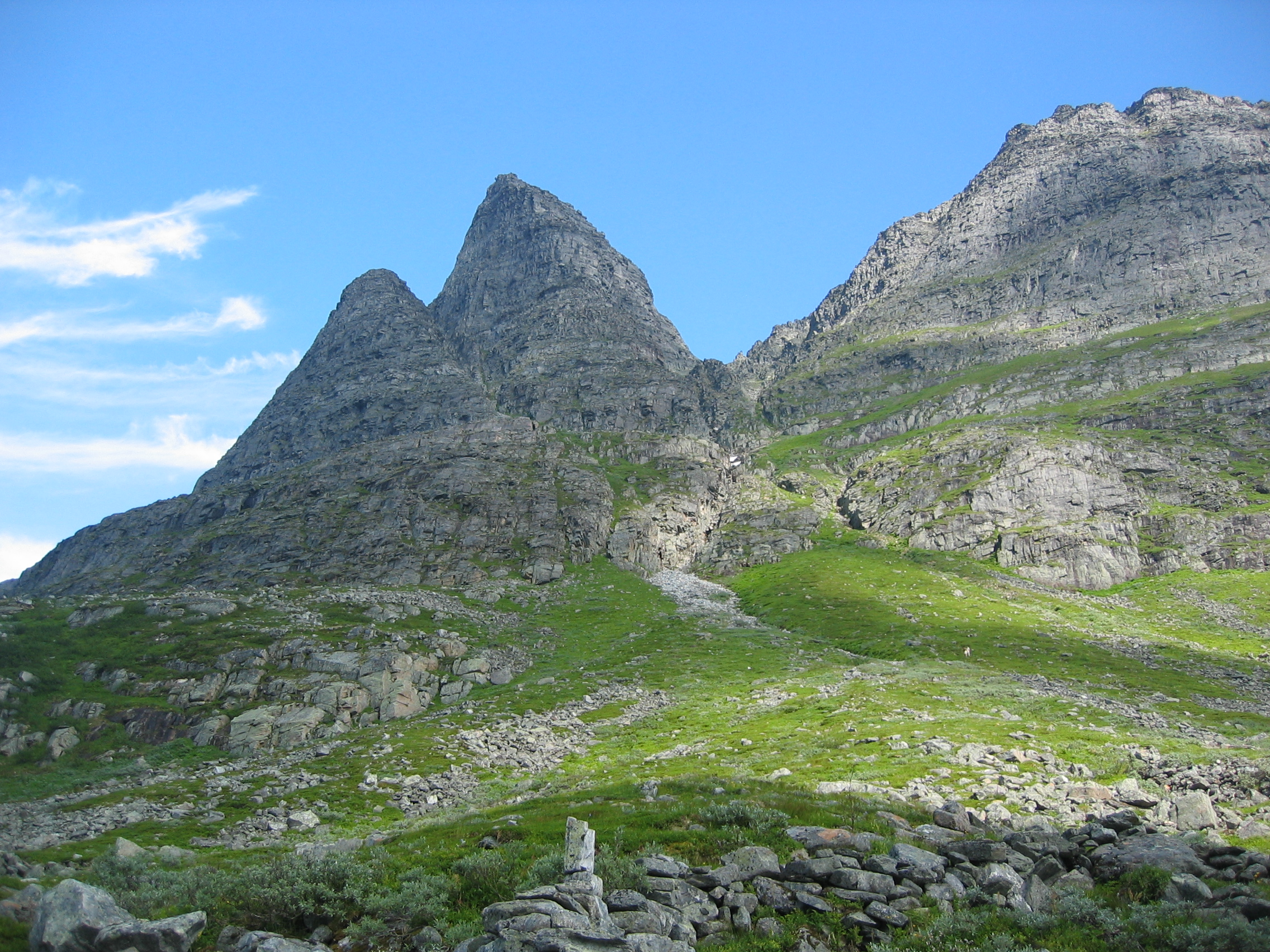
Berget, sett från Giklingdalen.

Innerdalstårnet (även: Dalatårnet, Tårnet) är en bergstopp i Sunndals kommun i Møre och Romsdals fylke i Norge. Bergstoppen ligger i Innerdalen, nära fjällstugan Innerdalshytta. Innerdalstårnet ligger 1 452 m ö.h. och är känd för sin karakteristiska pyramidform. Tillsammans med Lilletårnet (1 344 m ö.h.) utgör Innerdalstårnet den norra änden av Tårnmassivet, som även omfattar Tårnfjellet (1 521 m ö.h.), Tåga (1 840 m ö.h.) och Såtbakkollen (1 632 m ö.h.).